# Aplochlora similis
Aplochlora similis là một loài bướm đêm trong họ Geometridae.